# Полетили
Полетили (пол. Poletyły) — село в Польщі, у гміні Бранськ Більського повіту Підляського воєводства.
Населення — 112 осіб (2011).
У 1975-1998 роках село належало до Білостоцького воєводства.

## Демографія
Демографічна структура станом на 31 березня 2011 року:
|          | Загалом | Допрацездатний вік | Працездатний вік | Постпрацездатний вік |
| -------- | ------- | ------------------ | ---------------- | -------------------- |
| Чоловіки | 60      | 8                  | 45               | 7                    |
| Жінки    | 52      | 16                 | 27               | 9                    |
| Разом    | 112     | 24                 | 72               | 16                   |